# Deirgtine
Los Deirgtine (Deirgthine, Dergtine, Dergthine) o Clanna Dergthened fueron los proto-antepasados históricos de la dinastía histórica de Munster, los Eóganachta. Sus orígenes son poco claros pero pueden haber sido de una derivación Gala bastante reciente. Alguna evidencia existe de ellos teniendo actividad en la Gran Bretaña Romana.

## Historia
Las figuras legendarias que pertenecen a los Deirgtine incluyen a Mug Nuadat, Ailill Aulom, Éogan Mór, y Fiachu Muillethan. Aunque se hicieron posteriormente reclamaciones literarias de que estas figuras fueron gobernantes de Munster, sus descendientes de hecho no obtuvieron supremacía política sobre los ya establecidos Dáirine o Corcu Loígde hasta el siglo VII d. C.. Entre los cuentos famosos de donde los Deirgtine son conocidos está el Cath Maige Mucrama.
Mientras que el parentesco no está confirmado, los Deirgtine son conocidos por haber tenido una relación política cercana con los Déisi de Munster, quiénes pueden haber sido sus mayores facilitadores iniciales. Los nombres de varias figuras del linaje de los Deirgtine (Eóganachta) se encuentran en inscripciones ogam en el país Déisi del Condado de Waterford.
Es también el caso que un número de figuras, mitológicas e históricas, se creyó luego que pertenecían a los Deirgtine y fueron listadas en los linajes Eóganachta, de hecho pertenecieron a los Érainn, pero fueron adoptados como antepasados. El antepasado más antiguo fiable de los Eóganachta y real fundador de las dinastías es Conall Corc.